# Simplon (statek)

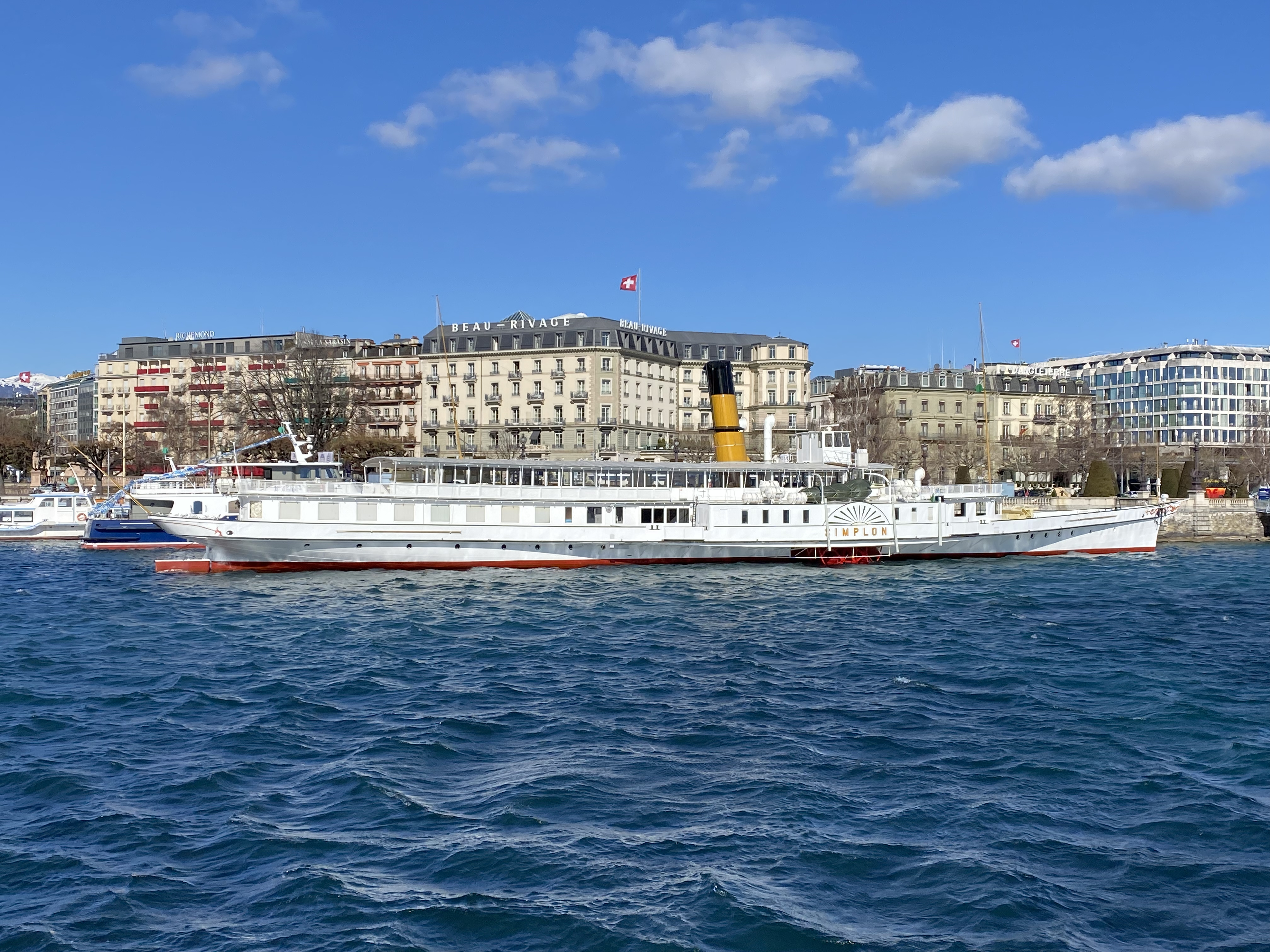
”Simplon” na redzie w Genewie (2022)

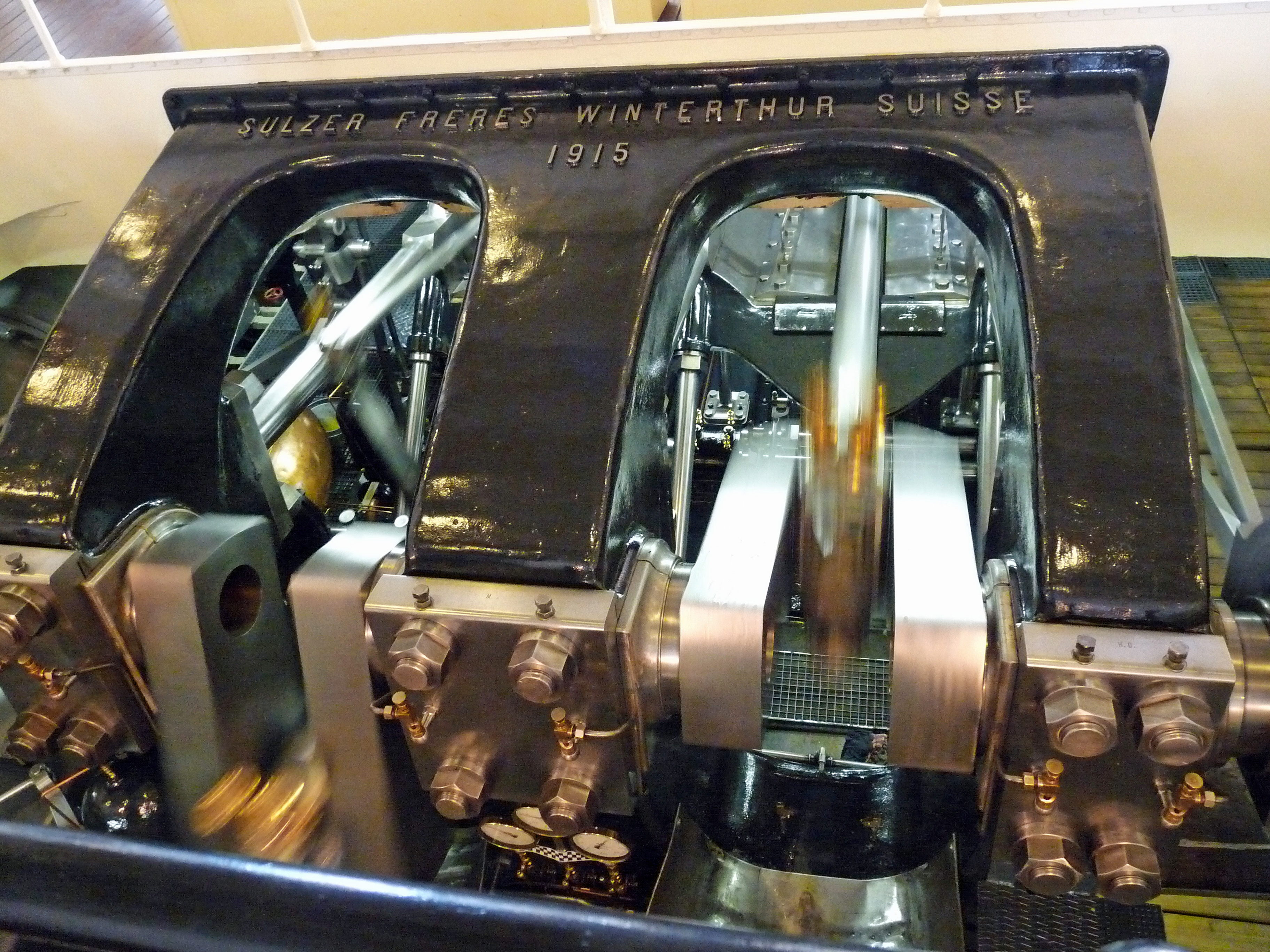
Fragment układu napędowego statku „Simplon”

Simplon - historyczny, parowy bocznokołowiec, pływający po wodach Jeziora Genewskiego w Szwajcarii i we Francji. Wybudowany w latach 1915-1920, wchodzi do dziś (2024 r.) w skład floty „Belle Époque” szwajcarskiego armatora Compagnie générale de navigation sur le Lac Léman (CGN).

## Historia
CGN rozpoczęła swą działalność w 1873 r. Okresem największego rozkwitu tego armatora były lata tzw. „Belle Époque”, czyli przedział 1894-1914. W tym czasie Kompania bez mała co dwa lata zamawiała w zakładach Braci Sulzer w Winterthur kolejny statek. Ostatnim wielkim parowym bocznokołowcem zamówionym tuż przed wybuchem I wojny światowej był „Simplon”. Jego budowę zaczęto w roku 1915, a po długiej wojennej przerwie ukończono w 1920.
Na pokładzie statku doszło 18 sierpnia 2003 r. na redzie w Genewie do wybuchu kotła parowego. Naprawa trwała blisko 2 lata, a jednostka wróciła uroczyście do służby 2 lipca 2005 r. Został uznany, podobnie jak jednostki „Savoie”, „Rhône” i „La Suisse”, jako szwajcarskie dobro kulturowe o znaczeniu krajowym. Po częściowym remoncie, przeprowadzonym w 2011 r., pracowała ciągle, oczekując w kolejce na planową, generalną renowację, która musi mieć miejsce przed 2030 r.

## Charakterystyka
Ten wielki bocznokołowiec o napędzie parowym jest największą (obok flagowej „La Suisse”) jednostką floty CGN. Imponuje siłą i szybkością reakcji maszyny. Był też pierwszym parowcem CGN, w którym kocioł usytuowano z tyłu, a maszynę parową z przodu, co zmienia sylwetkę jednostki ze względu na położenie komina. Długość statku wynosi 78,5 m, maksymalna szerokość 15,9 m. Wyporność konstrukcyjna wynosi 483 tony przy zanurzeniu 1,51 m. Zespół napędowy Sulzer-Compound. Maszyna parowa podwójnego rozprężania o średnicach cylindrów 850/1325 mm i skoku 1500 mm. Moc maszyny wynosi 1400 CV / 1030 kW – jest ona uznawana za maszynę parową o największej obecnie mocy w Europie.
Jednostka może zabierać 850 pasażerów (w przeszłości limity wynosiły 1000 a nawet 1200 pasażerów). Dysponuje restauracją-salonem na 330 osób z gustownym umeblowaniem z drewna klonowego w stylu neoklasycystycznym.

## Katastrofa w marcu 2024
28 marca 2024 r., podczas krótkiego rejsu próbnego po przeglądzie przed rozpoczęciem sezonu letniego, statek uległ drobnej awarii maszyny na wysokości miejscowości Lutry. Natychmiastowe odstawienie statku do stoczni w Ouchy nie było możliwe ze względu na silny wiatr południowo-zachodni, powodujący wręcz sytuacje kolizyjne z próbującą go holować jednostką „Ville-de-Genève”. W tej sytuacji oceniono, że najbezpieczniej będzie zacumować jednostkę tymczasowo w Cully. Ze względu na niekorzystne warunki pogodowe statku nie udało się przeholować również 29 marca. W nocy z 29 na 30 marca rejon nawiedziła gwałtowna wichura powodowana wiatrem zwanym tu la vaudaire, związanym z wystąpieniem wyjątkowo silnych wiatrów fenowych. Wzburzyła ona wody jeziora, a wywołane nią fale wielokrotnie zepchnęły Simplon na falochron i betonowe nabrzeże. Spowodowało to uszkodzenie steru i znaczne uszkodzenia przedniej części prawej burty (tuż przed obudową koła łopatkowego), w wyniku czego nastąpiła konieczność wypompowywania wody dostającej się do wnętrza jednostki. Jak podawali przedstawiciele CGN, nie było osób poszkodowanych w wypadku, nie stwierdzono również wycieków żadnych płynów technicznych z jednostki.
W sobotę, 30 marca, po 2,5 godzinnej akcji, statek udało się przeholować z Cully do stoczni remontowej CGN w Lozannie Ouchy.